# Josef Dünninger
Josef Dünninger (* 8. Juli 1905 in Goßmannsdorf, heute Stadtteil von Hofheim in Unterfranken; † 17. Januar 1994 in Würzburg) war ein deutscher Volkskundler, Germanist sowie Hochschullehrer.

## Leben

### Herkunft, Ausbildung und Privates
Josef Dünninger, Sohn des Landwirts Michael Dünninger sowie dessen Ehefrau Maria geborene Jäger, wandte sich nach dem Abitur dem Studium der Germanistik, Geschichte, Geographie, Kunstgeschichte und Philosophie an der Julius-Maximilians-Universität Würzburg sowie kurze Zeit an der Ludwig-Maximilians-Universität München zu. 
Im Jahr 1930 promovierte er in Würzburg zum Dr. phil. und legte das Staatsexamen für das Lehramt an Höheren Schulen ab.
Dünninger heiratete im Jahre 1933 Anny geborene Geiß. Aus dieser Ehe entstammten zwei Kinder, eines davon war der Bibliothekar Eberhard Dünninger. 

### Akademische Laufbahn
Dünninger erhielt nach seinem Studienabschluss eine Stelle als Wissenschaftlicher Assistent an der Julius-Maximilians-Universität Würzburg, 1933 habilitierte er sich als Privatdozent für das Fach Deutsche Volkskunde, 1936 wurde ihm die Leitung der neu geschaffenen Volkskundlichen Abteilung des Seminars für deutsche Philologie übertragen, 1940 erfolgte seine Ernennung zum außerordentlichen Professor. Zum 1. Mai 1937 war er der NSDAP beigetreten (Mitgliedsnummer 4.516.262). Nachdem Dünninger in den Jahren 1942 bis 1945 zum Kriegsdienst eingezogen worden war, lehrte er in der Folge sowohl in Würzburg als auch an der Universität Regensburg, dort übernahm er 1948 die volle Lehre der gesamten Germanistik. Seit 1954 wieder ausschließlich in Würzburg tätig, wurde Dünninger 1958 zum außerordentlichen, 1963 zum ordentlichen Professor auf den neu geschaffenen Lehrstuhl für deutsche Philologie und Volkskunde berufen, 1972 wurde er emeritiert.
Neben seiner wissenschaftlichen Tätigkeit an der Julius-Maximilians-Universität Würzburg erlangte Josef Dünninger in Süddeutschland insbesondere Bekanntheit über den Rundfunk durch zahlreiche Hörbilder, in denen er Landschaften, Städte und Gemeinden porträtierte.

### Tod
Josef Dünninger starb am 17. Januar 1994 im Alter von 88 Jahren. Seine Grabstätte befindet sich auf dem Würzburger Waldfriedhof.

## Publikationen
- Volkswelt und geschichtliche Welt. Gesetz und Wege des deutschen Volkstums. Essener Verlags-Anstalt, Berlin [u. a.] 1937, DNB 572927398.
- Volkskundliches aus Mainfranken. Halbig, Würzburg 1957, DNB 363689850.
- Die marianischen Wallfahrten der Diözese Würzburg. Halbig, Würzburg 1960, DNB 451010132.
- mit Karl Treutwein: Bildstöcke in Franken. (= Thorbecke Kunstbücherei. Band 9). Thorbecke, Konstanz 1960, DNB 451010108.
- Fränkische Sagen vom 15. bis zum Ende des 18. Jahrhunderts. (= Die Plassenburg. Schriftenreihe für Heimatforschung und Kulturpflege in Ostfranken. Band 19). Freunde der Plassenburg, Kulmbach 1963, DNB 451010116.
- als Herausgeber: Pilger und Walleute in Franken. Halbig, Würzburg 1964, DNB 999365371.
- mit Bernhard Schemmel: Bildstöcke und Martern in Franken. Stürtz, Würzburg 1970, ISBN 3-8003-0046-X.
- mit Horst Schopf (Hrsg.): Bräuche und Feste im fränkischen Jahreslauf. Texte vom 16. bis z. 18. Jahrhundert. (= Die Plassenburg. Schriftenreihe für Heimatforschung und Kulturpflege in Ostfranken. Band 30). Freunde der Plassenburg, Kulmbach 1971, DNB 720250579.
- mit Eberhard Dünninger: Erlebtes Bayern. Landschaften und Begegnungen. Rosenheimer Verlagshaus, Rosenheim 1978, ISBN 3-475-52238-1.
- mit Eberhard Dünninger: Angelus in Franken. Echter, Würzburg 1978, ISBN 3-921056-19-5.
- Heimat in Franken. Erinnerungen und Wanderungen. Echter, Würzburg 1980, ISBN 3-429-00656-2.
- Im Land zu Franken. Wege und Entdeckungen in Vergangenheit und Gegenwart. Echter, Würzburg 1982, ISBN 3-429-00781-X.
- Volkskultur zwischen Beharrung und Wandel in Franken. (= Quellen und Forschungen zur europäischen Ethnologie. Band 16). Röll, Dettelbach 1994, ISBN 3-927522-90-2.[2]